# 給与税
OECD各国平均の
税収構造（2014年） 
給与税（きゅうよぜい、Payroll taxes）とは、雇用主もしくは従業員に課される税であり、通常は雇用者から支払われた給与を基準に課税される。一般的に給与税は、従業員給与からの控除（天引き）と、従業員給与に基づいて雇用主が支払う税の二種類に分類される。
前者については、雇用主が従業員給与から源泉徴収しなければならない税であり、一般的に所得税、社会保障拠出金、社会保険料などといった名前である。後者については、雇用主自身の資金から支払われる税であり、それは労働者雇用に直接関係しており、雇用者の人頭割であることもあれば、給与比例課税であることもある。

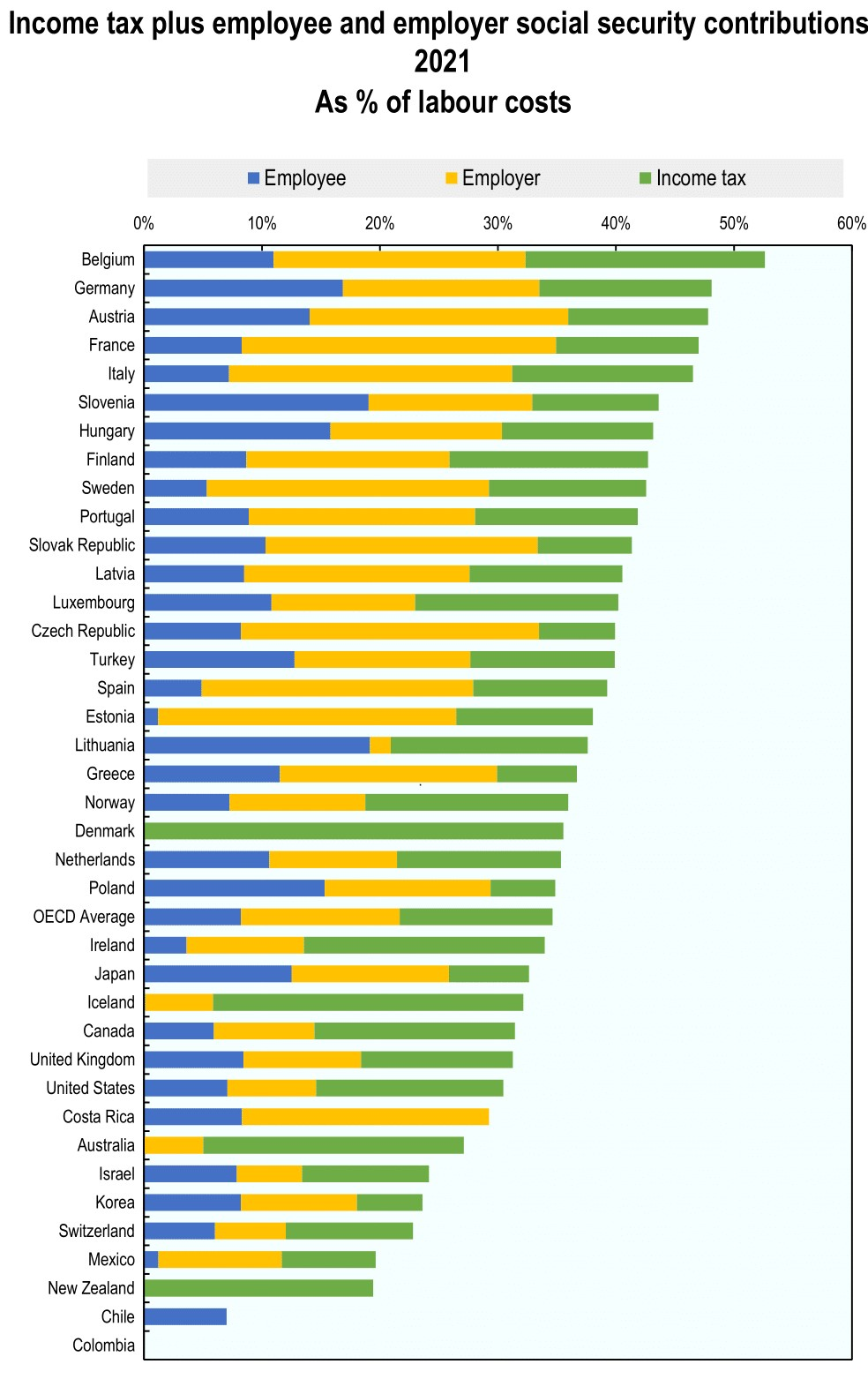
OECD各国の給与税と所得税

## 各国の制度

### イギリス
- 所得税の源泉徴収
- 国民保険（英語版）として社会保険が存在、従業員と雇用主の二者で負担する[3]。これは年金、雇用生活手当、遺族手当、求職者手当の財源となる。

### 米国

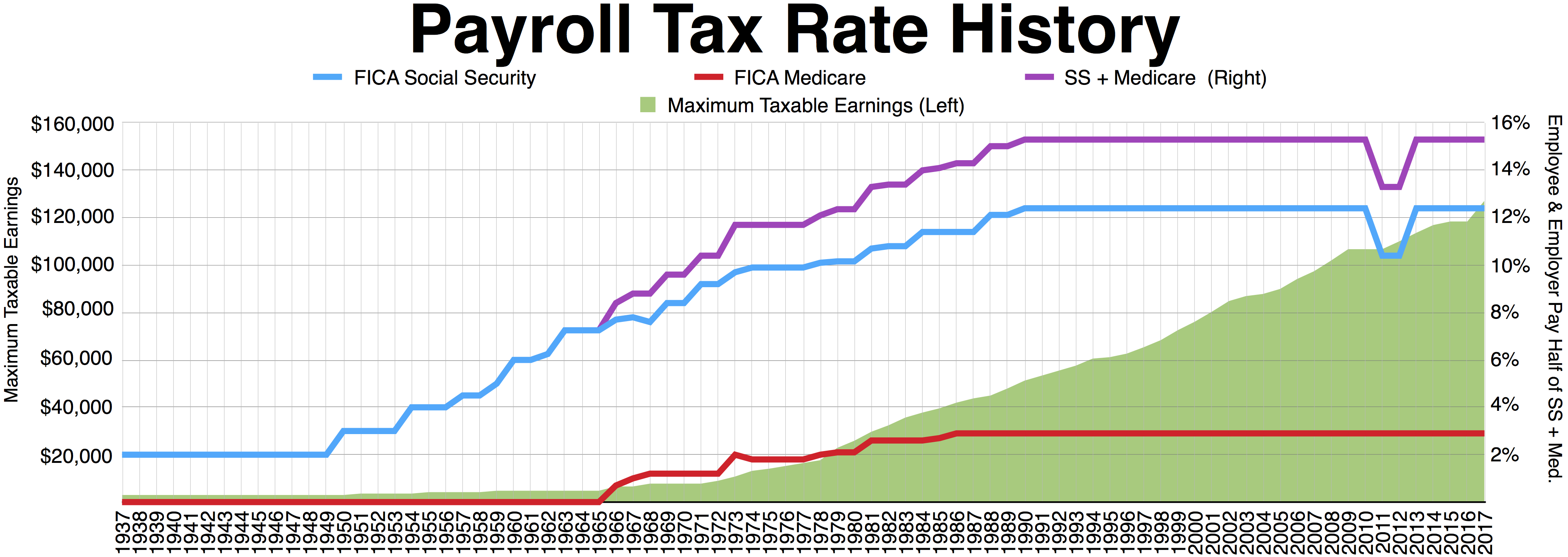
米国の給与税の推移

- 所得税の源泉徴収
- 連邦社会保障税とメディケア税
- 失業税（失業保険）

### ドイツ
ドイツの雇用主は、毎月給与税を天引きする必要がある。次の表は2015年の、雇用主と従業員の拠出一覧である。
| 種別                | 従業員 | 雇用主 | 注記                                                 |
| ------------------- | ------ | ------ | ---------------------------------------------------- |
| 老齢（年金）        | 9.35%  | 9.35%  |                                                      |
| 保健                | 7.3%   | 7.3%   | これに加え、従業員は追加として最大0.9%が課税される。 |
| 失業                | 1.5%   | 1.5%   |                                                      |
| 介護                | 1.175% | 1.175% |                                                      |
| 労災                | 1.6%   |        | カバー対象のリスクによって変動                       |
| 傷病給付 (AOK, 80%) | 0.7%   |        | カバー範囲は保険者によりけり                         |
| 妊娠 (AOK)          | 0.24%  |        |                                                      |
| 倒産 (AOK)          | 0.15%  |        | 破産時の給与未払いに備える                           |

### 日本
- 所得税の源泉徴収、住民税の特別徴収
- 従業員と雇用主の二者で負担
  - 医療保険 （健康保険など）
  - 被用者年金 （厚生年金など）
  - 介護保険
  - 雇用保険
- 雇用主のみが負担
  - 労働者災害補償保険
  - 子ども・子育て拠出金（児童手当拠出金）